# Valeriu Ștefan Zgonea
Valeriu Ștefan Zgonea (Craiova, 3 settembre 1967) è un politico rumeno membro del Parlamento della Romania. Dal 3 luglio 2012 al 13 giugno 2016, è stato presidente della Camera dei deputati. Il 18 ottobre 2015 è stato eletto alla carica di Presidente esecutivo del Partito Social Democratico. Il 27 aprile 2016 è stato espulso dal PSD in seguito alle sue dichiarazioni contro il presidente del partito Liviu Dragnea..

## Biografia

### Famiglia
Valeriu Zgonea ha sposato Laura Zgonea nel 2014. Ha un figlio di nome Dragos Alexandru, dal precedente matrimonio con Cristina e una figlia, Maria, da una precedente relazione.

### Istruzione
Valeriu Zgonea ha frequentato i corsi del Collegio Nazionale Frați Buzești di Craiova dal 1981 al 1985. Fu ammesso alla Facoltà di ferrovie, strade e ponti nell'Istituto di ingegneria civile di Bucarest.
Ha frequentato i corsi del Ministero della gioventù e dello sport sulla gestione delle risorse umane e la gestione dei progetti. Nel gennaio 2001, ha partecipato al programma per lo studio della comunicazione politica e delle relazioni con i media, organizzato a Washington dall'Istituto Nazionale Democratico del Ministero degli Affari Esteri. Durante lo stesso periodo si è laureato nel corso di negoziazione organizzato dall'Istituto per la pace degli Stati Uniti. Nel marzo 2001, ha frequentato i corsi di A.C.Y.P.L. (American Council of Youth Political Leaders). Nell'agosto 2001 è stato studente presso l'Università di Amsterdam, seguendo il famoso corso "Internet and Politics" del Professor Phil Nobel.
Tra il 2002 e il 2003 si è laureato presso l'Istituto Social Democratico, diplomandosi con una tesi in gestione strategica. Allo stesso tempo, si è diplomato con un master "European Public Policy" presso l'Istituto Nazionale di Amministrazione. Si è laureato presso il Collegio Nazionale di Difesa (master, 2006), seguendo i corsi del Collegio Superiore di Sicurezza Nazionale (2007).

## Attività civiche
È diventato membro di A.R.E.D. (Associazione Rumena per l'Educazione Democratica), vicepresidente di S.E.S.S. Dolj (Società di Educazione Contraccettiva e Sessuale), coordinatore-istruttore del A.R.D.O.R. Craiova (Associazione Rumena per il Dibattito, l'Oratoria e la Retorica) e membro della Fondazione per giovani "1 Decembrie" a Craiova. Su sua iniziativa è stata fondata la filiale di Dolj del S.E.S.S. e quella dell'A.R.D.O.R.

## Attività professionale
Nel 1986 ha lavorato, seguendo i corsi della Facoltà di Ingegneria Civile, alla sera. Tra il 1993 e il 2000, è passato da ingegnere tirocinante a direttore di linea regionale e poi a Supervisore regionale della sicurezza stradale all'interno dell'Autostrada Regionale Craiova

## Attività politica
Il 30 aprile 1996 diventa membro del PDSR(giugno 2001 P.S.D.). Tra il 1999 e il 2001 è stato presidente dell'Organizzazione Giovanile del P.D.S.R. Dolj, vicepresidente nazionale dell'Organizzazione Giovanile del PDSR e del Comitato Esecutivo Centrale del Consiglio Nazionale P.D.S.R. Dal 2001 è vice presidente del PSD. Dolj e membro del Consiglio nazionale del Partito Social Democratico. Dal 2007 è stato segretario esecutivo del L'Ufficio nazionale permanente del Partito Social Democratico.
Il 3 luglio 2012, quando Roberta Anastase è stata revocata come presidente della Camera dei deputati, Valeriu Zgonea è stato nominato capo della camera bassa del Parlamento.
Il 18 ottobre 2015 è stato eletto presidente del Partito Social Democratico. La primavera successiva, dopo aver criticato il presidente del partito Liviu Dragnea di rimanere in carica dopo essere stato condannato a libertà vigilata dopo un processo di frode elettorale Zgonea è stato espulso dal partito.

### Revoca
Il 13 giugno, 2016, Valeriu Zgonea è stato rimosso con voto da presidente della Camera dei deputati, su richiesta del gruppo parlamentare PSD.

### Attività parlamentare
È stato eletto deputato nel 2000, nella circoscrizione elettorale n. 17 di Dolj.
Nella precedente legislatura, ha tenuto 58 discorsi nella 37ª riunione della Camera dei Deputati, due domande e richieste di informazioni e sette proposte legislative (insieme ad altri parlamentari), tra cui:
- Proposta legislativa sui sipari di protezione delle foreste (completata dalla legge 289/2002).
- Proposta legislativa per la revisione della Costituzione rumena (Legge 429/2003).
- Progetto di legge che modifica e integra la legge 50/1991 sull'autorizzazione all'esecuzione dei lavori di costruzione (legge 199/2004).
- Proposta legislativa per l'acquisizione di blocchi residenziali nella proprietà di agenti economici con debiti nel bilancio consolidato (respinto).

Alle elezioni parlamentari del 28 novembre 2004, Valeriu è stato rieletto per Dolj dal PSD.
Nel 2005 è stato eletto Osservatore euro-rumeno del Parlamento Europeo, membro del bilancio (fino a giugno 2006).
Attività nella legislatura parlamentare attuale: 100 Interventi in seduta plenaria alla Camara dei deputati (in 71 sedute plenarie), 33 dichiarazioni politiche con impatto sulla vita politica romena, 28 iniziative legislative, 30 domande e interpellanze indirizzate all'esecutivo, otto mozioni.
Una serie di proposte legislative avviate da Valeriu Zgonea sono i regolamenti, come ad esempio:
- Proposta legislativa sul salario minimo mensile lordo, pagamento garantito (progetto in discussione in Senato);[5];
- Progetto di legge per la modifica e il completamento della legge sui contratti di locazione n. 16/1994 (Legge 223/2006);[6]
- Proposta legislativa per sostenere la popolazione colpita da disastri naturali da aprile a maggio;[7]
- Proposta legislativa per la modifica e il completamento della legge n. 217/2003 sulla prevenzione e la lotta alla violenza domestica (Senato);[8]
- Proposta legislativa che modifica la legge n ° 3/2000, relativa all'organizzazione del referendum (Legge 129/2007).
- Proposta legislativa sulla sovvenzione dei salari dei sacerdoti (Senato);[9]
- Proposta legislativa di modifica e completamento del decreto-legge n. 118/1990 sulla concessione di diritti alle persone perseguitate per motivi politici della dittatura a partire dal 6 marzo 1945, e di quelli deportati all'estero o prigionieri (Senato).[10]

### Presidente della Camera dei Deputati
Nel 2012, dall'inizio del suo mandato come Presidente della Camera dei Deputati, ha fortemente sostenuto l'attivazione della dimensione parlamentare delle relazioni diplomatiche e lo sviluppo della cooperazione legislativa e dei partenariati tra la Romania e le organizzazioni regionali e internazionali, le assemblee nazionali di altri paesi, università straniere e ONG.
Uno dei principali obiettivi dichiarati al momento dell'entrata in carica era la modernizzazione del corpo legislativo adatto per il quale ha sviluppato il programma di interpellanze "Premier's" e "Minister's Hours" e ha promosso il recepimento delle direttive europee nella legislazione rumena. Nell'ambito del programma di cambiamento istituzionale è stata avviata la procedura di modifica dello statuto dei deputati e dei senatori (2013), che ha chiarito il regime di immunità, incompatibilità e conflitto di interessi e ridotto le spese di viaggio e di alloggio dell'organo parlamentare. Ha inoltre avviato consultazioni sulla stesura dei regolamenti dei deputati e dei senatori (2013) e del codice di condotta al fine di attuare i principi europei nella cultura politica e istituzionale nazionale.
Valeriu Zgonea ha sostenuto l'espansione della cooperazione tra rappresentanti della società civile e delle istituzioni, da un lato, e la Camera dei deputati dall'altro, con l'obiettivo di migliorare la qualità dell'atto legislativo integrando le esigenze dei cittadini, l'ambiente imprenditoriale e i principali attori economici e sociali. A tale riguardo, la partnership tra l'UNICEF e la Camera dei Deputati si è conclusa a maggio 2013 attraverso la quale le due parti si sono impegnate a sostenere l'osservanza, il monitoraggio, l'attuazione e la promozione dei diritti del bambino in Romania. Il protocollo di cooperazione firmato dal presidente della Camera dei deputati e dalla Coalizione Nazionale per l'assorbimento dei fondi strutturali (ottobre 2015) sviluppa un quadro di dialogo e costruttivo per individuare i principali ostacoli amministrativi che devono affrontare i principali beneficiari e il miglioramento della legislazione per stimolare l'assorbimento dei fondi europei. Un altro approccio allo sforzo di coinvolgere il settore civile nell'elaborazione del quadro di riferimento per la regolamentazione di un settore è l'accordo di partenariato tra la Camera dei Deputati e il Consiglio per la concorrenza concluso nel novembre 2015 con l'obiettivo di trasferire le competenze di questo organismo alle commissioni parlamentari e di capitalizzare attraverso emendamenti o iniziative legislative per incoraggiare il mercato competitivo.
Lo sforzo di snellire il lavoro legislativo e di educare la percezione pubblica del ruolo del Parlamento si è concretizzato e implementato, a partire dal 2014, l'iniziativa di Valeriu Zgonea, il programma di tirocinio presso la Camera dei Deputati, offre a studenti e laureati la possibilità di condurre un tirocinio nei servizi e nelle commissioni della Camera dei Deputati.
Un altro risultato importante è l'organizzazione a maggio 2014 a Bucarest, sotto la presidenza della Romania, di un evento storico che ha concluso il lavoro della 12 legislazione sud-est europea, in particolare la sessione inaugurale dell'Assemblea parlamentare del SEECP, un forum di dialogo e cooperazione tra i parlamenti nella regione.
La partecipazione al Forum parlamentare sull'informazione e la sicurezza, organizzato dal Congresso degli Stati Uniti (2014-2015), può essere menzionato tra gli altri momenti rilevanti, un evento di particolare importanza che ha sottolineato il ruolo dello scambio di opinioni e punti di vista su questioni chiave di interesse comune per la comunità internazionale.
L'eccellente rappresentanza, da parte di Valeriu Zgonea, del parlamento rumeno nelle relazioni con i partner stranieri ha contribuito in modo significativo allo sviluppo delle relazioni di cooperazione bilaterale e sono stati firmati protocolli d'intesa tra la Camera dei Deputati e i parlamenti di Moldavia, Israele, Irlanda e Montenegro. Lo stesso registro include la partecipazione nel 2014 all'azione interparlamentare per combattere tutte le forme di discriminazione, xenofobia e razzismo nel territorio europeo, concretizzata nella firma della Dichiarazione di Terezin.
Il suo costante lavoro sulla diplomazia parlamentare gli ha conferito due premi speciali nel febbraio 2015: un certificato di apprezzamento offerto dal presidente della Knesset Yuli-Yoel Edelstein per il suo contributo personale al rafforzamento delle relazioni tra la Romania e lo Stato di Israele ma anche il premio "European Understanding", offerto in una galà ospitato dalla Camera dei Comuni, sotto l'egida di Keith Vaz, presidente della commissione per gli affari interni, come segno di apprezzamento per la rappresentanza parlamentare in relazione al Regno Unito e all'Irlanda del Nord, nonché la partecipazione a progetti volti a promuovere i diritti e le libertà fondamentali, la lotta alla tratta di esseri umani e il sostegno alla sicurezza e alle stabilità regionali.
Tra il 2012 e il 2012, oltre 30 presidenti di Stati e parlamenti sono stati in visita ufficiale in Romania su invito di Valeriu Zgonea, tra cui John Bercow, presidente della Camera dei Comuni del Regno Unito di Gran Bretagna e Cemil Cicek, presidente della Grande assemblea nazionale della Repubblica di Turchia, Sean Barrett, presidente del parlamento irlandese, Yuli-Yoel Edelstein, presidente della Knesset, Martin Schulz, presidente del Parlamento europeo.

## Critica
Nell'aprile 2016, il giornalista Ion Cristoiu ha accusato Zgonea di essere un ufficiale sotto copertura dell'SRI.

## Accuse di corruzione
Il 15 febbraio 2017, Valeriu-Ştefan Zgonea, vicepresidente della Camera dei Deputati tra il 2010-2012 e Presidente della Camera dei Deputati tra il 2012-2016 nel Parlamento rumeno, ha subito un processo penale per il reato di influenza.
Valeriu Ştefan Zgonea ha ricevuto da un altro imputato, consigliere di distretto di Dobrică Dumitru all'interno del Consiglio del distretto di Buzău tra il 2004-2013, indebiti benefici che ammontano a 52.000 lei per intervenire con dipendenti pubblici sui quali ha dato l'impressione di poter influenzare, per essere nominato in un'importante funzione pubblica un parente di Dobrica Dumitru.
Il convenuto Valeriu Zgonea è stato condannato a delle misure di controllo giudiziario per un periodo di 60 giorni.